# Bayview (Kalifornia, Contra Costa megye)
Bayview statisztikai település az USA Kalifornia államának Contra Costa megyéjében. Lakosainak száma 1782 fő (2020. április 1.).

## Népesség
A település népességének változása:

| 2010 | 1 754 |
| 2020 | 1 782 |